# Cratichneumon piceipes
Cratichneumon piceipes är en stekelart som beskrevs av Heinrich 1961. Cratichneumon piceipes ingår i släktet Cratichneumon och familjen brokparasitsteklar. Inga underarter finns listade i Catalogue of Life.